# Gmina Lümanda
Gmina Lümanda (est. Lümanda vald) – gmina wiejska w Estonii, w prowincji Sarema.
W skład gminy wchodzi:
- 25 wsi: Atla (prowincja Sarema), Austla, Eeriksaare, Himmiste, Jõgela, Karala, Kipi, Koimla, Koki, Koovi, Kotlandi, Kulli, Kuusnõmme, Kärdu, Leedri, Lümanda, Metsapere, Mõisaküla, Põlluküla, Riksu, Taritu, Vahva, Vana-Lahetaguse, Varpe, Viidu.